# Estación Charallave Sur Simón Rodríguez
La Estación Charallave Sur "Don Simón Rodríguez" es una estación ferroviaria de Venezuela, perteneciente a la primera etapa del sistema "Ezequiel Zamora" (también conocido como Sistema ferroviario central), el cual comunica a la ciudad de  Caracas, con las localidades mirandinas de Charallave y Cúa. En particular, esta estación sirve a la ciudad de Charallave, ubicada en el estado Miranda, Venezuela.

## Localización
Está ubicada en la localidad de Charallave del estado Miranda, al centro norte de Venezuela. Específicamente se encuentra en los alrededores del terminal de pasajeros local. A pocos minutos en tren del sur de Caracas.

## Características
Posee 3 niveles, jardinería, vestíbulo, mezzanina, además de 2 andenes y 37 locales comerciales. Su fachada exhibe paisajes del estado Miranda. Esta a medio camino del tramo Caracas-Cúa, del sistema "Ezequiel Zamora", entre las estaciones Charallave Norte y la Estación Terminal Cúa. Fue inaugurada oficialmente, el 15 de octubre de 2006, siendo bautizada como "Simón Rodríguez", en honor al destacado filósofo y educador venezolano del mismo nombre, quien fue tutor y mentor de Simón Bolívar.